# محسن خواجه‌نوری
محسن خواجه‌نوری (۱۲۹۵–۱۳۵۸) سیاست‌مدار ایرانی بود، که در،  دوره بیست و دوم و  دوره بیست و یکم به عنوان نماینده شمیران در مجلس شورای ملی و یک دوره به عنوان سناتور در مجلس سنا حضور داشت.وی همچنین به عنوان یکی از فعالان در  کودتای 28 مرداد  بود.

## زندگی‌نامه
محسن خواجه‌نوری فرزند محمدعلی شالفروش متولد ۱۲۹۵ در تهران بود. پدرش حاج محمدعلی شال‌فروش از تجار معتبر تهران بود که به امر تجارت شال از هندوستان اشتغال داشت و در دوره اول از طرف تجار تهران به وکالت مجلس برگزیده شد. مادرش نظام‌السلطان خواجه‌نوری بود. او تحت نظارت دائی خود تربیت شد و نام خانوادگی مادر خود را برای خویش انتخاب نمود.
خواجه‌نوری پس از انجام تحصیلات ابتدائی و متوسطه به فرانسه رفت و در رشته حقوق تجارت تحصیل نمود. پس از ورود به ایران، وارد وزارت کار شد. وی مدتی مدیرعامل سازمان بیمه تأمین اجتماعی بود. در دوره بیست و یکم از شمیرانات به وکالت مجلس رسید.
در همان دوره به لیدری اکثریت مجلس که عضو حزب ایران نوین بودند برگزیده شد و در دوره بعد هم وکیل شد. در دوره ششم به سناتوری رسید و یک دوره در مجلس سنا به عنوان سناتور تهران بود. برخی جلسات هماهنگی و برنامه‌ریزی کودتای ۲۸ مرداد ۱۳۳۲ در منزل خواجه نوری و با حضور میدلتون، علم و سرلشکر فضل‌الله زاهدی برگزار می‌شد.
پس از دوران سناتوری، خواجه نوری به کار وکالت دادگستری پرداخت. وی از مالکان عمده‏ گلندوک و لواسان بود و در آنجا زمین‌های زیادی چه از طریق توارث و چه از راه غصب و تصرف به‌دست آورده و به همین دلیل شاکیان زیادی برای خود فراهم ساخته بود.

## درگذشت
پس از انقلاب اسلامی محسن خواجه‌نوری در تاریخ ۲۸ اسفندماه ۱۳۵۷ دستگیر شد و به زندان فرستاده شد و در تاریخ ۲ مهرماه ۱۳۵۸ به همراه دو سناتور دیگر به نام‌های جمشید اعلم و ایرج مطبوعی در زندان اوین تیرباران شد.